# Голдинг, Майкл
Майкл Хайнц Голдинг (англ. Michael Heinz Golding; родился 23 мая 2006, Кингстон-апон-Темс) — английский футболист, центральный полузащитник клуба «Лестер Сити».

## Клубная карьера
Уроженец города Кингстон-апон-Темс, Голдинг начал заниматься футболом в академии клуба «Уимблдон», а в 2018 году присоединился к «Челси». Свой первый профессиональный контракт с клубом подписал в июле 2023 года. 6 января 2024 года дебютировал за основную команду «Челси», выйдя на замену в матче Кубка Англии против «Престон Норт Энд».
7 июля 2024 года клуб «Лестер Сити» объявил о переходе Голдинга, сумма трансфера составила 5 млн фунтов. Майкл заявил, что хочет играть за основной состав команды, выступающий в Премьер-лиге.

## Карьера в сборной
Выступал за сборные Англии до 15, до 16 и до 18 лет, а также за сборную Ирландии до 16 лет. В 2023 году вместе со сборной Англии до 17 лет принял участие на юношеских чемпионате Европы и чемпионате мира.